# Sidney Sonnino
Sidney Costantino Sonnino (Pisa, Toszkánai Nagyhercegség, 1847. március 11. – Róma, 1922. november 24.) olasz politikus, diplomata, publicista, újságíró és két alkalommal olasz miniszterelnök volt. Jelentős szerepet játszott abban, hogy az Olasz Királyság 1915. május 23-án hadat üzent az Osztrák–Magyar Monarchiának.

## Élete
Sidney Costantino Sonnino 1847. március 11-én született Pisában, a Toszkánai Nagyhercegségben. Tanulmányai végeztével jogi végzettséget szerzett. Az 1860-as években a diplomáciai testület tagja lett. Ezt követően az Olasz Királyság politikai, szociális és gazdasági történetét tanulmányozta. Érdeklődése különösen a gazdasági ügyekre terjedt ki. 1876-ban tanulmányt bocsátott ki Szicíliáról és megalapította a La Rassegna Settimanale nevű gazdasági hetilapot, amely két évvel később politikai napilap lett. Hátterének és beállítottságának köszönhetően számos gazdasági kormánytisztség ellátásával bízták meg.
1880-ban képviselőnek választották és kinevezték pénzügyi államtitkárnak, 1893-ban pedig pénzügyminiszternek. A pénzügyi válság leküzdése érdekében számos kritikus intézkedést hozott meg, beleértve a rendelet általi adózást. A kormány bukása után, amelyet az első olasz–etióp háború során, az aduai csatában elszenvedett katonai kudarc idézett elő, elveszítette hivatalát és a konzervatív ellenzék vezetője lett. 1906-ban és 1909-ben is megválasztották miniszterelnöknek, azonban ebben a tisztségben nem ért el komoly sikereket. Az 1914-es szarajevói merényletet követő júliusi válság idején Sonnino a központi hatalmak oldalán való hadba lépést támogatta. Hitt abban, hogy az olasz önérdek – az olasz nyelvű területek egyesítésének befejezését illetően – megkívánja a háborúban való részvételt, amely területi nyereségekkel járna. Az első világháború kitörése után, 1914. augusztus 2-án, a Salandra-kormány a közvélekedéssel egybeesően az olasz semlegesség mellett foglalt állást. Az első marne-i csata után bekövetkező német visszavonulás következtében azonban Sonnino fontolóra vette a háborúban való részvétel eshetőségét.
Mivel a nyertesek oldalán szerette volna tudni az Olasz Királyságot, ezért a kivárás politikája mellett döntött és 1914 novemberi külügyminiszteri kinevezése után tárgyalásokat kezdett az antanttal és a központi hatalmakkal is. Végül arra a következtetésre jutott, hogy az antanttól nagyobb előnyöket várhat, azért erre összpontosítsa figyelmét. Ebben jelentős szerepet játszott az, hogy az Olaszország által igényelt osztrák–magyar területek átengedését (a központi hatalmak részéről) valószínűtlennek tűnt. Az 1915 áprilisában titokban aláírt londoni egyezményben Sonnino és Salandra megszerezte a brit, valamint a francia fél hozzájárulását az igényelt osztrák-magyar területek annektálásához. Ennek feltétele a háborúba való belépés volt, az antant oldalán. Ennek eredményeképpen az Olasz Királyság 1915. május 23-án végül az Osztrák–Magyar Monarchiának üzent hadat.
Sonnino reményei a rövid háborút és a könnyű területi nyereséget illetően nem váltak valóra. Bár Salandra, majd az őt követő Boselli bukása ellenére sem váltották le, csalódással töltötte el az olasz haderő sikertelensége és tehetetlensége. Ennélfogva az áttörő győzelem és a jobb alkupozíció reményében egy nagyobb offenzívára biztatta Armando Diazt, aki Luigi Cadornát váltotta a vezérkari főnöki beosztásban. Az 1919-es párizsi békeszerződésekben megszerzett területnyereség mértéke azonban csalódást okozott mind Vittorio Emanuele Orlando miniszterelnöknek, mind Sonninónak. Az Amerikai Egyesült Államok és Thomas Woodrow Wilson nemzeti önrendelkezés elvén alapuló politikája következtében az olasz küldöttségnek nem sikerült eredményt elérnie. Ennek következtében 1919 júniusában Orlando lemondásra kényszerült, Sonnino pedig visszavonult a politikai életből. 1922. november 24-én hunyt el Rómában.